# 蓮清寺 (町田市)

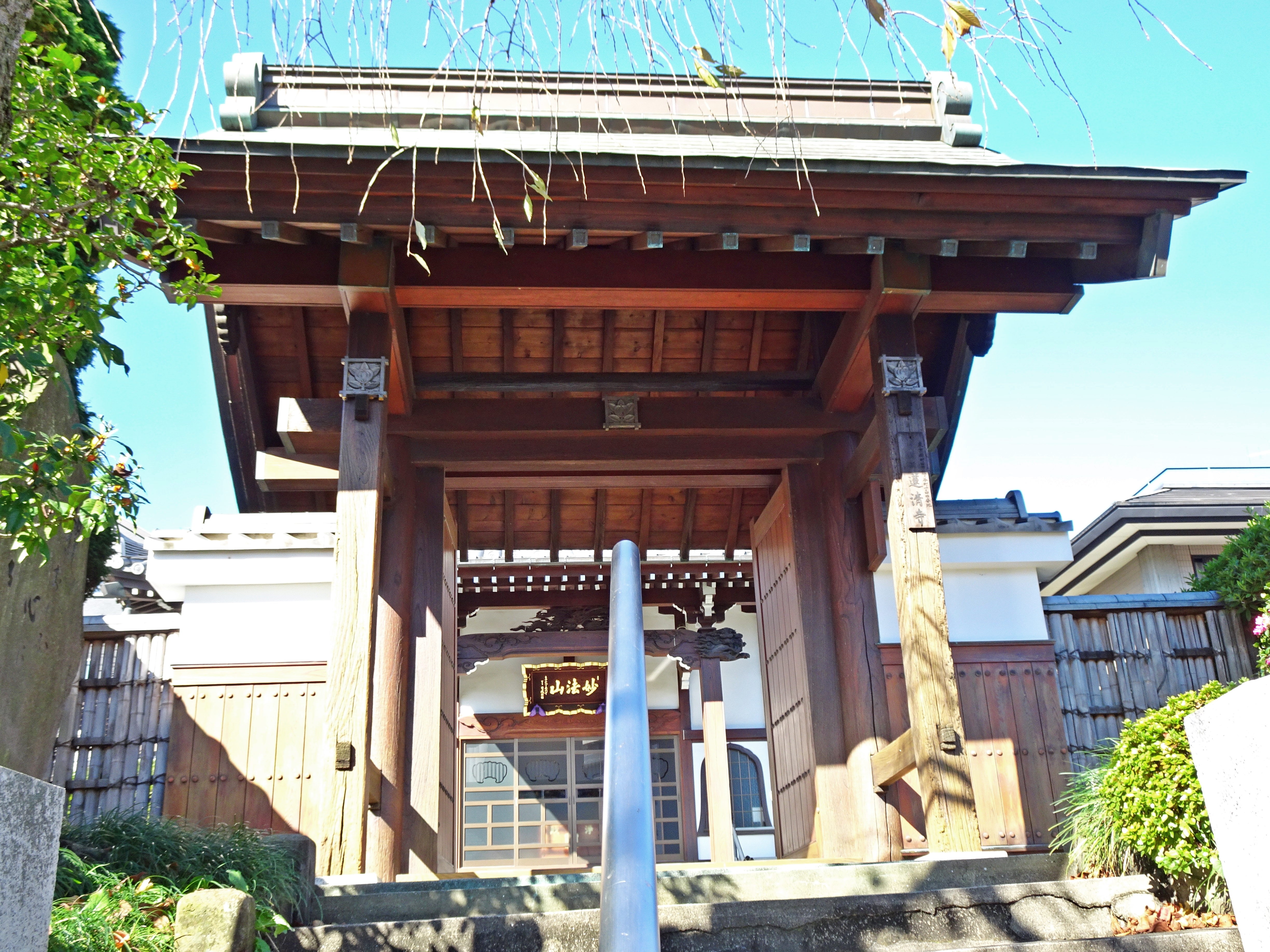
蓮清寺山門

蓮清寺（れんせいじ）は、東京都町田市能ヶ谷に所在する日蓮宗の寺院。山号は妙法山。旧本山は鎌倉長谷光則寺、池上・土富店法縁。

## 歴史
- 享徳元年（1452年）能ヶ谷神蔵家が一族の菩提寺として日荷を開山に創建。

## 境内
- 本堂　昭和15年（1940年）の火災で焼失後、昭和42年（1967年）再建された。施工は天野工務店。
- 庫裡　昭和43年（1968年）再建。
- 山門　冠木門、木造。境内で最も古い建築。
- 蓮清寺敬信殿

## アクセス
- 小田急小田原線鶴川駅より徒歩約4分

## 参考資料
- 日蓮宗寺院大鑑編集委員会『宗祖第七百遠忌記念出版 日蓮宗寺院大鑑』大本山池上本門寺 (1981年)
- 町田市史編纂委員会編『町田市史』町田市（1976年）
- 「能ヶ谷村 蓮清寺」『新編武蔵風土記稿』 巻ノ96多磨郡ノ8、内務省地理局、1884年6月。NDLJP:763989/57。